# Vučiniće
Vučiniće (izvirno srbsko Вучиниће) je naselje v Srbiji, ki upravno spada pod Mesto Novi Pazar; slednja pa je del Raškega upravnega okraja.

## Demografija
V naselju živi 204 polnoletnih prebivalcev, pri čemer je njihova povprečna starost 45,4 let (45,2 pri moških in 45,5 pri ženskah). Naselje ima 80 gospodinjstev, pri čemer je povprečno število članov na gospodinjstvo 3,06.
Prebivalstvo je večinoma nehomogeno, a v času zadnjih treh popisov je opazno zmanjšanje števila prebivalcev.
|  |

| Demografija | Demografija     | Demografija     |
| Leto        | Št. prebivalcev | Št. prebivalcev |
| ----------- | --------------- | --------------- |
|             |                 |                 |
|             |                 |                 |
|             |                 |                 |
|             |                 |                 |
| 1948        | 708             |                 |
| 1953        | 774             |                 |
| 1961        | 779             |                 |
| 1971        | 721             |                 |
| 1981        | 563             |                 |
| 1991        | 376             | 331             |
| 2002        | 347             | 245             |
|             |                 |                 |

| Etnična sestava po popisu iz leta 2002 | Etnična sestava po popisu iz leta 2002 | Etnična sestava po popisu iz leta 2002 | Etnična sestava po popisu iz leta 2002 | Etnična sestava po popisu iz leta 2002 |
| -------------------------------------- | -------------------------------------- | -------------------------------------- | -------------------------------------- | -------------------------------------- |
| Srbi                                   | Srbi                                   |                                        | 128                                    | 52,24%                                 |
| Bošnjaki                               | Bošnjaki                               |                                        | 69                                     | 28,16%                                 |
| Muslimani                              | Muslimani                              |                                        | 48                                     | 19,59%                                 |
| Neznano                                | Neznano                                |                                        | 0                                      | 0,0%                                   |